# Baran (Rajasthan)
Baran ist eine Stadt im indischen Bundesstaat Rajasthan.
Baran liegt 65 km östlich von Kota.
Baran ist Hauptstadt des gleichnamigen Distrikts.
Die nationale Fernstraße NH 76 (Kota–Shivpuri) führt durch Baran.
Beim Zensus 2011 betrug die Einwohnerzahl 117.992.

## Klima
In Baran herrscht ein warmgemäßigtes Klima. In den Monsunmonaten Juli und August fallen die meisten Niederschläge. Die durchschnittliche Jahresniederschlagsmenge liegt bei 828 mm. Die Jahresmitteltemperatur beträgt 26,2 °C.